# Olympische Winterspiele 2014/Eisschnelllauf
Bei den XXII. Olympischen Winterspielen 2014 in Sotschi fanden zwölf Wettbewerbe im Eisschnelllauf statt. Austragungsort war die Adler Arena im Olympiapark direkt am Schwarzen Meer. Die Halle hatte eine Kapazität von 8.000 Zuschauern. Sie ist mobil und kann seit den Spielen an anderen Orten als z. B. Messehalle wiederaufgebaut werden. In der Vorsaison war die Anlage mit Rennen der russischen Meisterschaften eingeweiht worden und Austragungsort der Einzelstreckenweltmeisterschaften 2013 gewesen. Der Name „Adler“ kommt von dem Stadtteil Sotschis, in dem die Halle errichtet wurde.

## Bilanz

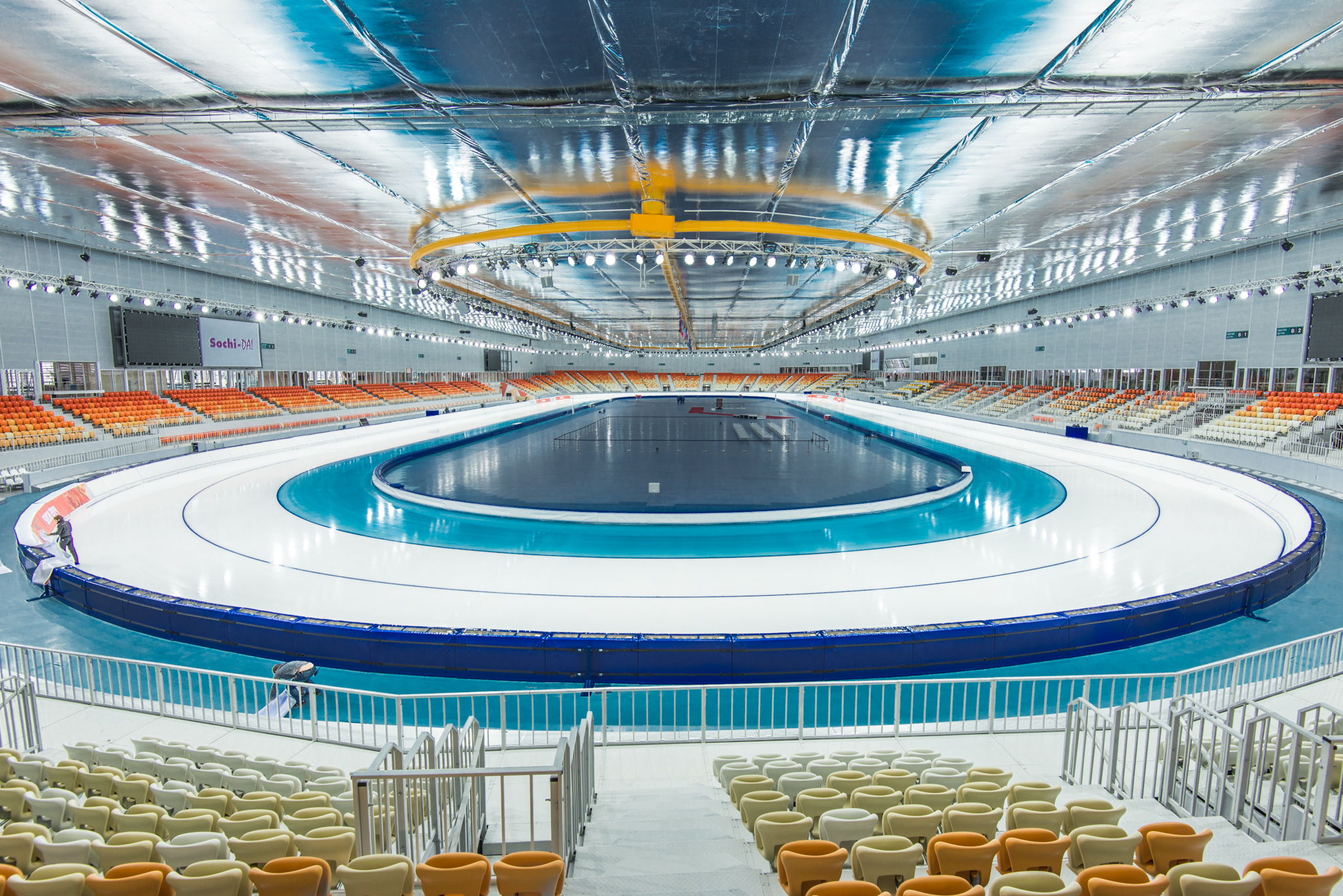
Adler Arena

### Medaillenspiegel
| Platz | Land                | Gold | Silber | Bronze | Gesamt |
| ----- | ------------------- | ---- | ------ | ------ | ------ |
| 1     | Niederlande         | 8    | 7      | 8      | 23     |
| 2     | Polen               | 1    | 1      | 1      | 3      |
| 3     | Südkorea            | 1    | 1      | –      | 2      |
| 3     | Tschechien          | 1    | 1      | –      | 2      |
| 5     | Volksrepublik China | 1    | –      | –      | 1      |
| 6     | Russland            | –    | 1      | 2      | 3      |
| 7     | Kanada              | –    | 1      | 1      | 2      |

### Medaillengewinner
| Konkurrenz     | Gold                                     | Silber                                     | Bronze                                            |
| -------------- | ---------------------------------------- | ------------------------------------------ | ------------------------------------------------- |
| 500 m          | Michel Mulder                            | Jan Smeekens                               | Ronald Mulder                                     |
| 1000 m         | Stefan Groothuis                         | Denny Morrison                             | Michel Mulder                                     |
| 1500 m         | Zbigniew Bródka                          | Koen Verweij                               | Denny Morrison                                    |
| 5000 m         | Sven Kramer                              | Jan Blokhuijsen                            | Jorrit Bergsma                                    |
| 10.000 m       | Jorrit Bergsma                           | Sven Kramer                                | Bob de Jong                                       |
| Teamverfolgung | Jan Blokhuijsen Sven Kramer Koen Verweij | Joo Hyong-jun Kim Cheol-min Lee Seung-hoon | Zbigniew Bródka Konrad Niedźwiedzki Jan Szymański |

| Konkurrenz     | Gold                                                      | Silber                                                                        | Bronze                                                              |
| -------------- | --------------------------------------------------------- | ----------------------------------------------------------------------------- | ------------------------------------------------------------------- |
| 500 m          | Lee Sang-hwa                                              | Olga Fatkulina                                                                | Margot Boer                                                         |
| 1000 m         | Zhang Hong                                                | Ireen Wüst                                                                    | Margot Boer                                                         |
| 1500 m         | Jorien ter Mors                                           | Ireen Wüst                                                                    | Lotte van Beek                                                      |
| 3000 m         | Ireen Wüst                                                | Martina Sáblíková                                                             | Olga Graf                                                           |
| 5000 m         | Martina Sáblíková                                         | Ireen Wüst                                                                    | Carien Kleibeuker                                                   |
| Teamverfolgung | Marrit Leenstra Jorien ter Mors Lotte van Beek Ireen Wüst | Katarzyna Bachleda-Curuś Natalia Czerwonka Katarzyna Woźniak Luiza Złotkowska | Olga Graf Jekaterina Lobyschewa Jekaterina Schichowa Julija Skokowa |

## Qualifikation
Startplätze
- 500/1000/1500 m – je 36 Frauen (je 40 Männer)
- 3000/5000 m – 28 Frauen/28 Männer
- 5000/10.000 m – 16 Frauen/16 Männer
- Teamverfolgung – 4 Teams Frauen/4 Teams Männer

Jede Nation durfte maximal 20 Athleten entsenden (10 Frauen/10 Männer). Startete die Nation nicht im Teamlauf, reduzierte sich die Starterzahl auf je acht Athleten. Auf den Einzelstrecken 500/1000/1500 Meter durften maximal je vier, auf den 3000/5000/10.000 je drei und im Teamlauf je Nation ein Team (vier Athleten) starten. Für die Quotenplätze mussten sich die Eisschnellläufer über ihre Leistungen in der laufenden Saison qualifizieren. Grundlage dafür waren zwei Ranglisten: Liste 1 führte die Athleten je Strecke nach erlangten Weltcuppunkten auf. Vier Termine standen dafür bis zum Meldeschluss zur Verfügung. Liste 2 führte alle Athleten je Strecke nach Bestzeit in der aktuellen Saison bis zum Meldeschluss auf. Die Leistungen mussten an gesondert klassifizierten ISU-Veranstaltungen erbracht werden.
Qualifikation der deutschen Athleten
Zusätzlich zu den Qualifikationskriterien der ISU hielt sich der DOSB nationale Nominierungskriterien vor, die erbracht werden mussten: Einmal Platz 1–8 oder zweimal Platz 1–16 waren erforderlich, um als Athlet zu den Spielen entsandt werden zu können.
Ort der Qualifikation:
- über 500 und 1000 m – Eisschnelllauf-Weltcup, Sprintweltmeisterschaft
- 1500 m – Eisschnelllauf-Weltcup, Mehrkampfeuropameisterschaft
- 3000 (F), 5000 (M) m – Eisschnelllauf-Weltcup, Mehrkampfeuropameisterschaft
- 5000 (F), 10.000 (M) m – hier galten die ISU-Kriterien

## Ergebnisse Männer

### 500 m
| Platz | Land | Sportler            | 1. Lauf (s) | 2. Lauf (s) | Gesamtzeit (min) |
| ----- | ---- | ------------------- | ----------- | ----------- | ---------------- |
| 1     | NED  | Michel Mulder       | 34,634      | 34,678      | 1:09,312         |
| 2     | NED  | Jan Smeekens        | 34,599      | 34,725      | 1:09,324         |
| 3     | NED  | Ronald Mulder       | 34,969      | 34,490      | 1:09,459         |
| 4     | KOR  | Mo Tae-bum          | 34,840      | 34,850      | 1:09,690         |
| 5     | JPN  | Jōji Katō           | 34,966      | 34,770      | 1:09,736         |
| 6     | JPN  | Keiichirō Nagashima | 34,790      | 35,250      | 1:10,040         |
| 7     | KAZ  | Roman Kretsch       | 35,046      | 35,002      | 1:10,048         |
| 8     | GER  | Nico Ihle           | 34,990      | 35,110      | 1:10,100         |
| 9     | POL  | Artur Waś           | 35,010      | 35,190      | 1:10,210         |
| 10    | CAN  | Gilmore Junio       | 35,150      | 35,090      | 1:10,250         |
|       |      |                     |             |             |                  |
| 34    | GER  | Samuel Schwarz      | 35,690      | 35,680      | 1:11,370         |

Datum: 10. Februar 2014, 17:00 Uhr

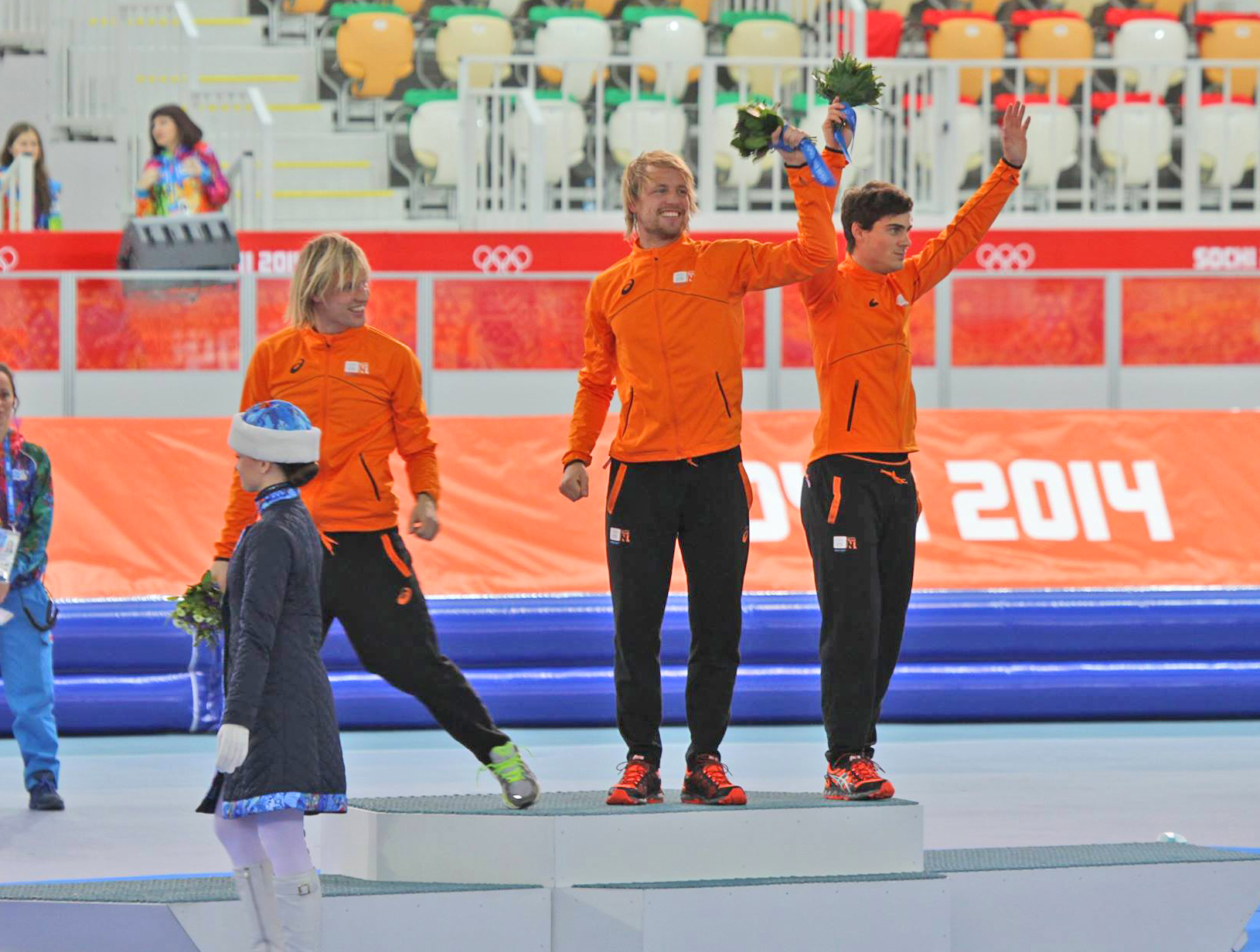
Das rein niederländische Podium nach dem Rennen über 500 m

40 Teilnehmer aus 16 Ländern, davon 38 in der Wertung.
Olympiasieger 2010:  KOR I Mo Tae-bum

### 1000 m
| Platz | Land | Sportler         | Zeit (min) |
| ----- | ---- | ---------------- | ---------- |
| 1     | NED  | Stefan Groothuis | 1:08,39    |
| 2     | CAN  | Denny Morrison   | 1:08,43    |
| 3     | NED  | Michel Mulder    | 1:08,70    |
| 4     | GER  | Nico Ihle        | 1:08,86    |
| 5     | GER  | Samuel Schwarz   | 1:08,89    |
| 6     | NED  | Koen Verweij     | 1:09,09    |
| 7     | KAZ  | Denis Kusin      | 1:09,10    |
| 8     | USA  | Shani Davis      | 1:09,12    |
| 9     | USA  | Brian Hansen     | 1:09,21    |
| 10    | NED  | Mark Tuitert     | 1:09,29    |

Datum: 12. Februar 2014, 18:00 Uhr

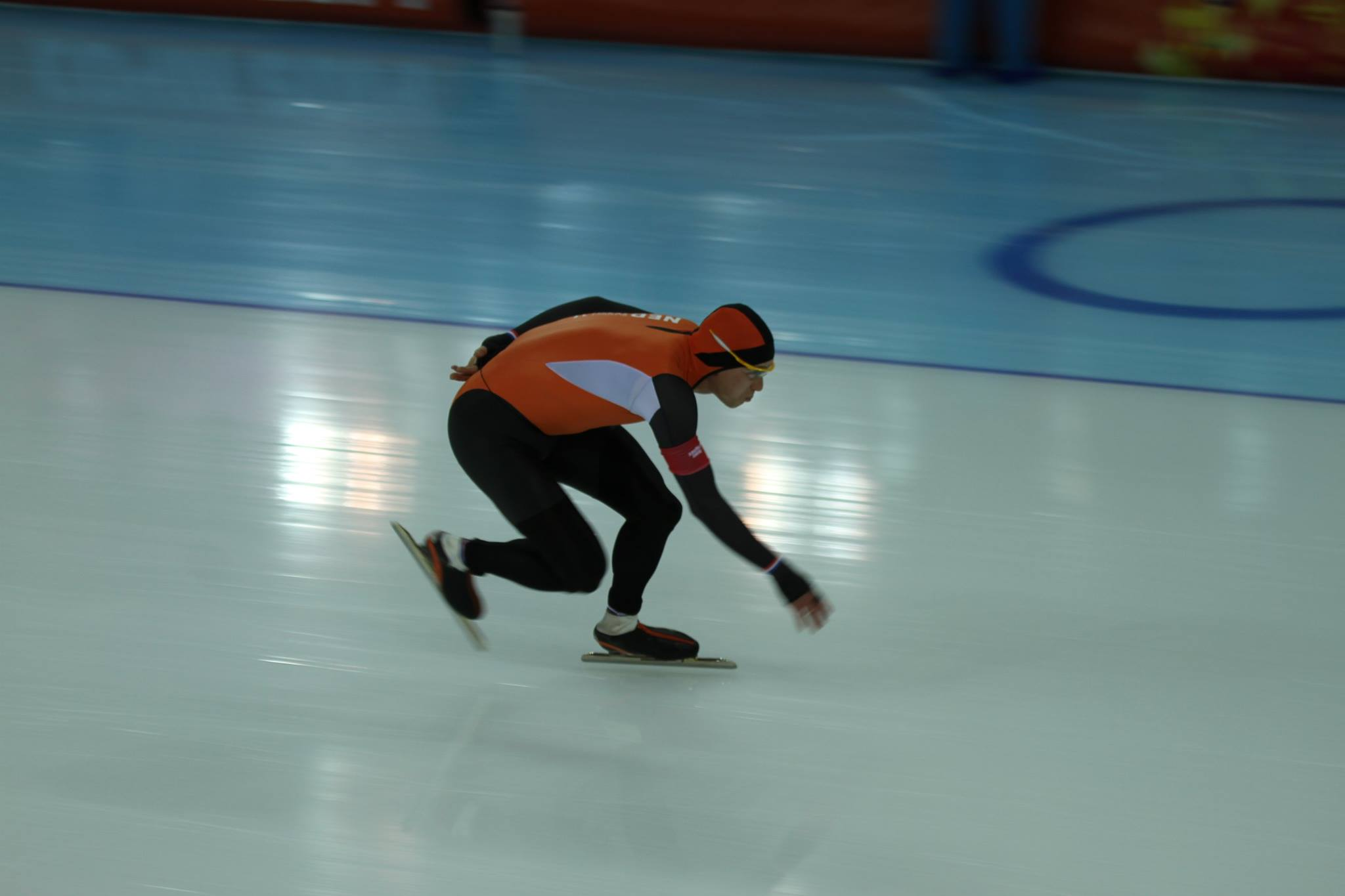
Stefan Groothuis

40 Teilnehmer aus 19 Ländern, alle in der Wertung.
Olympiasieger 2010:  USA I Shani Davis

### 1500 m
| Platz | Land | Sportler              | Zeit (min) |
| ----- | ---- | --------------------- | ---------- |
| 1     | POL  | Zbigniew Bródka       | 1:45,006   |
| 2     | NED  | Koen Verweij          | 1:45,009   |
| 3     | CAN  | Denny Morrison        | 1:45,22    |
| 4     | RUS  | Denis Juskow          | 1:45,37    |
| 5     | NED  | Mark Tuitert          | 1:45,42    |
| 6     | NOR  | Håvard Bøkko          | 1:45,48    |
| 7     | USA  | Brian Hansen          | 1:45,59    |
| 8     | NOR  | Sverre Lunde Pedersen | 1:45,66    |
| 9     | KAZ  | Denis Kusin           | 1:45,69    |
| 10    | BEL  | Bart Swings           | 1:45,95    |
|       |      |                       |            |
| 23    | GER  | Patrick Beckert       | 1:48,08    |
| 27    | GER  | Robert Lehmann        | 1:48,24    |

Datum: 15. Februar 2014, 17:30–19:25 Uhr

40 Teilnehmer aus 18 Ländern, davon 39 in der Wertung.

Olympiasieger 2010:  NLD | Mark Tuitert

### 5000 m
| Platz | Land | Sportler              | Zeit (min)   |
| ----- | ---- | --------------------- | ------------ |
| 1     | NED  | Sven Kramer           | 6:10,76 (OR) |
| 2     | NED  | Jan Blokhuijsen       | 6:15,71      |
| 3     | NED  | Jorrit Bergsma        | 6:16,66      |
| 4     | BEL  | Bart Swings           | 6:17,79      |
| 5     | NOR  | Sverre Lunde Pedersen | 6:18,84      |
| 6     | RUS  | Denis Juskow          | 6:19,51      |
| 7     | GER  | Patrick Beckert       | 6:21,18      |
| 8     | NOR  | Håvard Bøkko          | 6:22,83      |
| 9     | GER  | Moritz Geisreiter     | 6:24,79      |
| 10    | KOR  | Lee Seung-hoon        | 6:25,61      |
|       |      |                       |              |
| 19    | GER  | Alexej Baumgärtner    | 6:34,34      |

Datum: 8. Februar 2014, 15:30 Uhr

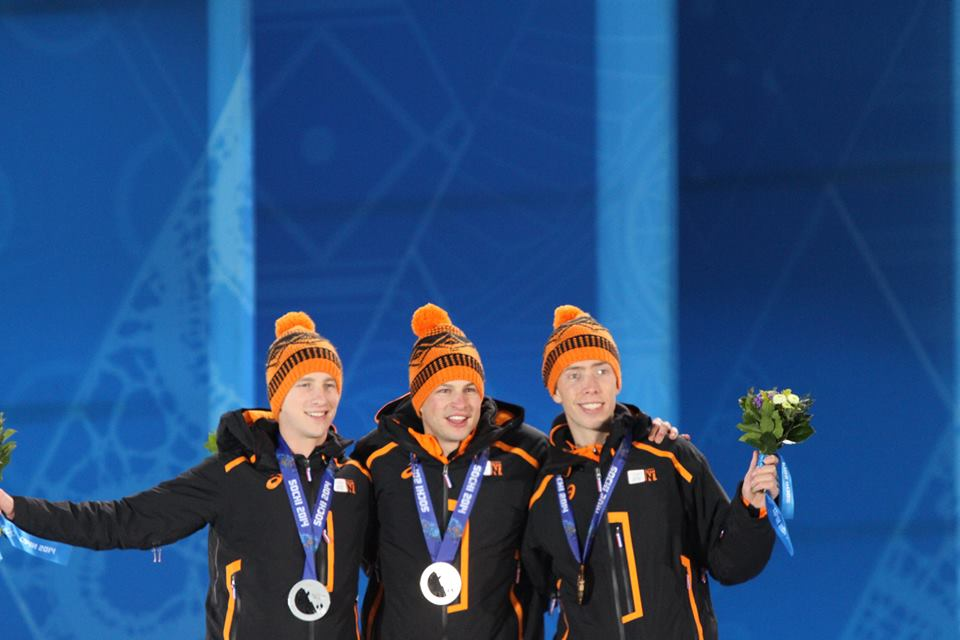
Jan Blokhuijsen, Sven Kramer und Jorrit Bergsma bei der Siegerehrung

26 Teilnehmer aus 14 Ländern, davon 24 in der Wertung.

Olympiasieger 2010:  NLD I Sven Kramer

### 10.000 m
| Platz | Land | Sportler           | Zeit (min)    |
| ----- | ---- | ------------------ | ------------- |
| 1     | NED  | Jorrit Bergsma     | 12:44,45 (OR) |
| 2     | NED  | Sven Kramer        | 12:49,02      |
| 3     | NED  | Bob de Jong        | 13:07,19      |
| 4     | KOR  | Lee Seung-hoon     | 13:11,68      |
| 5     | BEL  | Bart Swings        | 13:13,99      |
| 6     | GER  | Patrick Beckert    | 13:14,26      |
| 7     | NZL  | Shane Dobbin       | 13:16,42      |
| 8     | GER  | Moritz Geisreiter  | 13:20,26      |
| 9     | RUS  | Jewgeni Serjajew   | 13:28,61      |
| 10    | USA  | Emery Lehman       | 13:28,67      |
|       |      |                    |               |
| 13    | GER  | Alexej Baumgärtner | 13:44,39      |

Datum: 18. Februar 2014, 17:00 Uhr

14 Teilnehmer aus 9 Ländern, alle in der Wertung.

Olympiasieger 2010:  KOR I Lee Seung-hoon

### Teamverfolgung
| Platz | Land | Sportler                                                                   | Zeit (min)   |
| ----- | ---- | -------------------------------------------------------------------------- | ------------ |
| 1     | NED  | Jan Blokhuijsen Sven Kramer Koen Verweij                                   | 3:37,71 (OR) |
| 2     | KOR  | Joo Hyong-jun Kim Cheol-min Lee Seung-hoon                                 | 3:40,85      |
| 3     | POL  | Zbigniew Bródka Konrad Niedźwiedzki Jan Szymański                          | 3:41,94      |
| 4     | CAN  | Mathieu Giroux Lucas Makowsky Denny Morrison                               | 3:44,27      |
| 5     | NOR  | Håvard Bøkko Sverre Lunde Pedersen Simen Spieler Nilsen (Håvard Lorentzen) | 3:44,91      |
| 6     | RUS  | Alexei Jessin Denis Juskow Alexander Rumjanzew (Iwan Skobrew)              | 3:49,85      |
| 7     | USA  | Brian Hansen Jonathan Kuck Joey Mantia (Shani Davis)                       | 3:46,50      |
| 8     | FRA  | Alexis Contin Ewen Fernandez Benjamin Macé                                 | 3:51,76      |

( ) Teilnahme im Viertel- oder Halbfinale
Datum: 21. Februar 2014, 17:30 Uhr (Qualifikation)
 22. Februar 2014, 17:30 Uhr (Finals)
Olympiasieger 2010:  CAN | Mathieu Giroux / Lucas Makowsky / Denny Morrison

#### Ausscheidungsläufe
|  | Viertelfinale                           | Viertelfinale                           |                                         |         | Halbfinale | Halbfinale |  |  | A-Finale | A-Finale |
|  |                                         |                                         |                                         |         |            |            |  |  |          |          |
|  | KanadaGiroux, Makowsky, Morrison        | 3:43,30                                 |                                         |         |            |            |  |  |          |          |
|  | Vereinigte StaatenHansen, Kuck, Davis   | 3:46,82                                 |                                         |         |            |            |  |  |          |          |
|  | Vereinigte StaatenHansen, Kuck, Davis   | 3:46,82                                 | SüdkoreaJoo, Kim, Lee                   | 3:42,32 |            |            |  |  |          |          |
|  |                                         |                                         | SüdkoreaJoo, Kim, Lee                   | 3:42,32 |            |            |  |  |          |          |
|  |                                         | KanadaGiroux, Makowsky, Morrison        | 3:45,28                                 |         |            |            |  |  |          |          |
|  | SüdkoreaJoo, Kim, Lee                   | KanadaGiroux, Makowsky, Morrison        | 3:45,28                                 | 3:40,84 |            |            |  |  |          |          |
|  | SüdkoreaJoo, Kim, Lee                   |                                         |                                         | 3:40,84 |            |            |  |  |          |          |
|  | RusslandRumjanzew, Juskow, Skobrew      | 3:44,22                                 |                                         |         |            |            |  |  |          |          |
|  |                                         |                                         | SüdkoreaJoo, Kim, Lee                   | 3:40,85 |            |            |  |  |          |          |
|  |                                         | NiederlandeBlokhuijsen, Kramer, Verweij | 3:37,71                                 |         |            |            |  |  |          |          |
|  | PolenBródka, Niedźwiedzki, Szymanski    | 3:42,78                                 |                                         |         |            |            |  |  |          |          |
|  | NorwegenBøkko, Pedersen, Lorentzen      | 3:43,19                                 |                                         |         |            |            |  |  |          |          |
|  | NorwegenBøkko, Pedersen, Lorentzen      | 3:43,19                                 | NiederlandeBlokhuijsen, Kramer, Verweij | 3:40,79 |            |            |  |  |          |          |
|  |                                         |                                         | NiederlandeBlokhuijsen, Kramer, Verweij | 3:40,79 |            |            |  |  |          |          |
|  |                                         | PolenBródka, Niedźwiedzki, Szymanski    | 3:52,08                                 |         |            |            |  |  |          |          |
|  | NiederlandeBlokhuijsen, Kramer, Verweij | PolenBródka, Niedźwiedzki, Szymanski    | 3:52,08                                 | 3:44,48 |            |            |  |  |          |          |
|  | NiederlandeBlokhuijsen, Kramer, Verweij |                                         |                                         | 3:44,48 |            |            |  |  |          |          |
|  | FrankreichContin, Fernandez, Macé       | 3:53,18                                 |                                         |         |            |            |  |  |          |          |

## Ergebnisse Frauen

### 500 m
| Platz | Land | Sportlerin             | 1. Lauf (s) | 2. Lauf (s) | Gesamtzeit (min) |
| ----- | ---- | ---------------------- | ----------- | ----------- | ---------------- |
| 1     | KOR  | Lee Sang-hwa           | 37,42       | 37,28 (OR)  | 1:14,70 (OR)     |
| 2     | RUS  | Olga Fatkulina         | 37,57       | 37,49       | 1:15,06          |
| 3     | NED  | Margot Boer            | 37,77       | 37,71       | 1:15,48          |
| 4     | CHN  | Zhang Hong             | 37,58       | 37,99       | 1:15,58          |
| 5     | JPN  | Nao Kodaira            | 37,88       | 37,72       | 1:15,61          |
| 6     | GER  | Jenny Wolf             | 37,93       | 37,73       | 1:15,67          |
| 7     | CHN  | Wang Beixing           | 37,82       | 37,86       | 1:15,67          |
| 8     | USA  | Heather Richardson     | 37,73       | 38,02       | 1:15,75          |
| 9     | JPN  | Maki Tsuji             | 38,40       | 38,44       | 1:16,84          |
| 10    | CZE  | Karolína Erbanová      | 38,23       | 38,62       | 1:16,86          |
|       |      |                        |             |             |                  |
| 21    | GER  | Denise Roth            | 39,08       | 38,69       | 1:17,78          |
| 27    | AUT  | Vanessa Bittner        | 39,33       | 39,17       | 1:18,50          |
| 34    | GER  | Gabriele Hirschbichler | 39,82       | 39,69       | 1:19,51          |

Datum: 11. Februar 2014, 16:45 Uhr

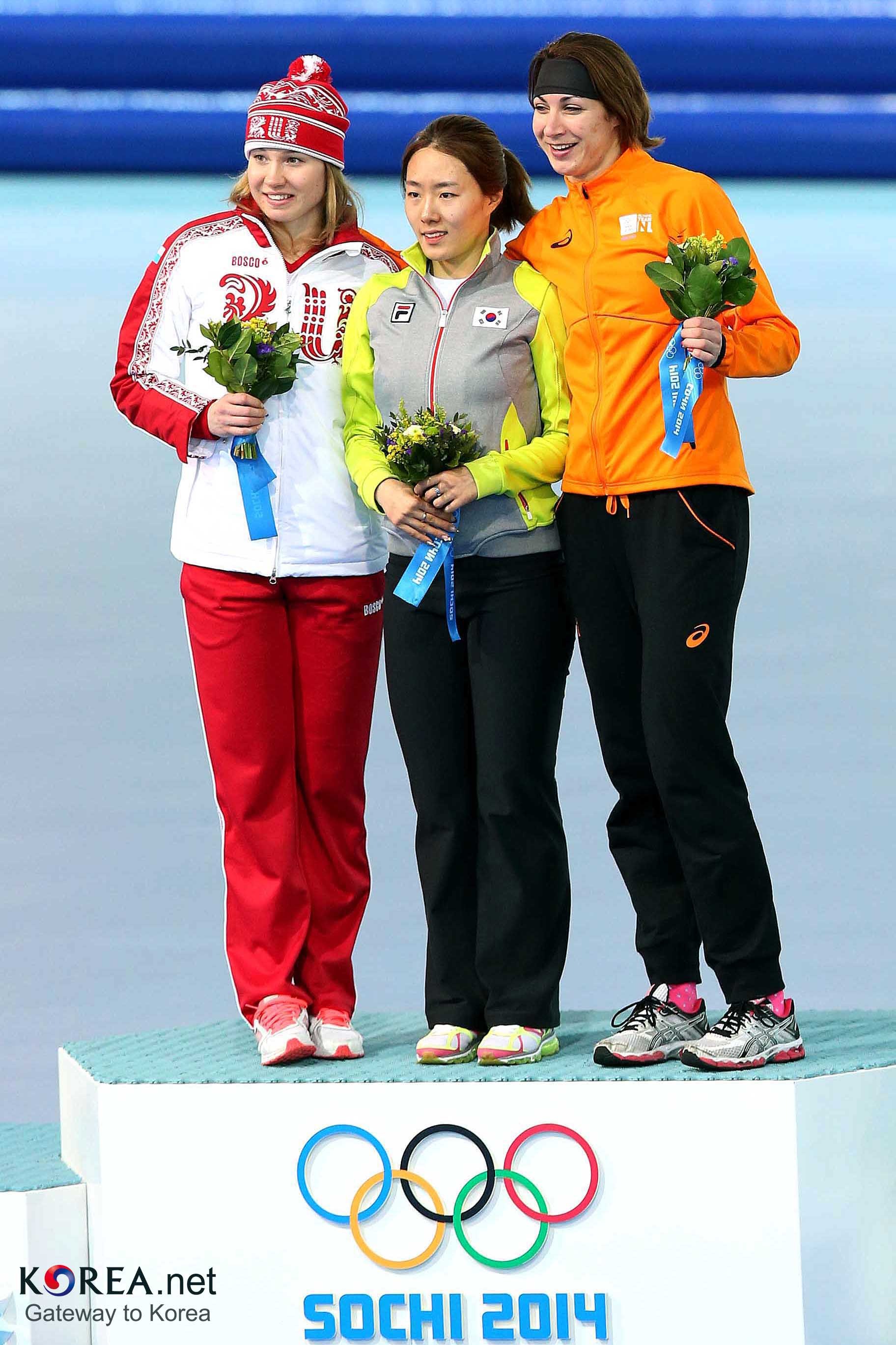
Die Medaillengewinnerinnen bei der Siegerehrung

35 Teilnehmerinnen aus 12 Ländern, davon 34 in der Wertung.
Olympiasiegerin 2010:  KOR I Lee Sang-hwa

### 1000 m
| Platz | Land | Sportlerin             | Zeit (min) |
| ----- | ---- | ---------------------- | ---------- |
| 1     | CHN  | Zhang Hong             | 1:14,02    |
| 2     | NED  | Ireen Wüst             | 1:14,69    |
| 3     | NED  | Margot Boer            | 1:14,90    |
| 4     | RUS  | Olga Fatkulina         | 1:15,08    |
| 5     | NED  | Lotte van Beek         | 1:15,10    |
| 6     | NED  | Marrit Leenstra        | 1:15,15    |
| 7     | USA  | Heather Richardson     | 1:15,23    |
| 8     | USA  | Brittany Bowe          | 1:15,47    |
| 9     | CAN  | Christine Nesbitt      | 1:15,62    |
| 10    | CZE  | Karolína Erbanová      | 1:15,74    |
| 11    | GER  | Judith Hesse           | 1:15,84    |
|       |      |                        |            |
| 24    | AUT  | Vanessa Bittner        | 1:17,937   |
| 25    | GER  | Jenny Wolf             | 1:17,99    |
| 26    | GER  | Gabriele Hirschbichler | 1:18,00    |

Datum: 13. Februar 2014

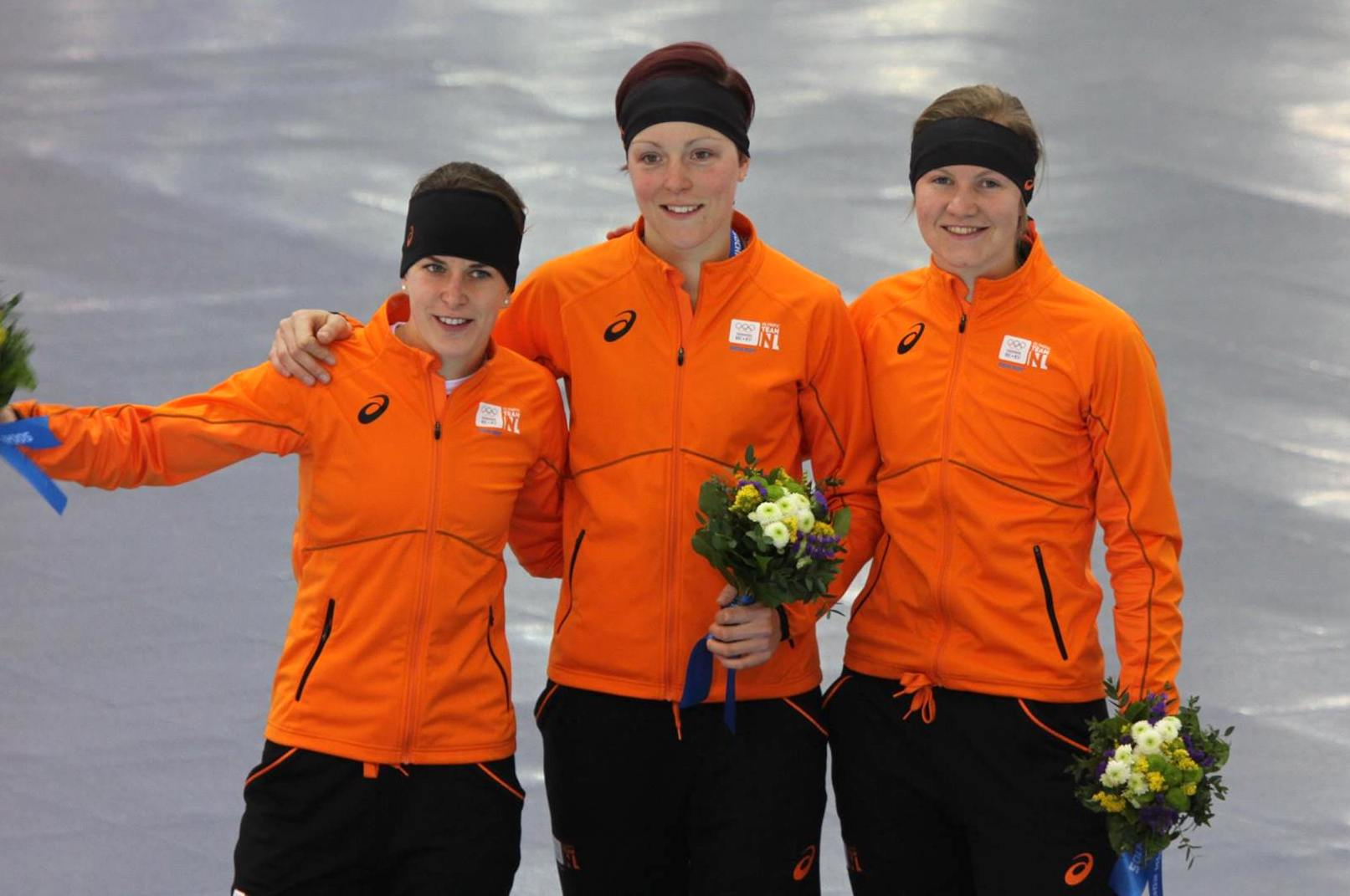
Das rein niederländische Podium nach dem Rennen über 1500 m

36 Teilnehmerinnen aus 13 Ländern, davon 35 in der Wertung.
Olympiasiegerin 2010:  CAN | Christine Nesbitt

### 1500 m
| Platz | Land | Sportlerin               | Zeit (min)   |
| ----- | ---- | ------------------------ | ------------ |
| 1     | NED  | Jorien ter Mors          | 1:53,51 (OR) |
| 2     | NED  | Ireen Wüst               | 1:54,09      |
| 3     | NED  | Lotte van Beek           | 1:54,54      |
| 4     | NED  | Marrit Leenstra          | 1:56,40      |
| 5     | RUS  | Julija Skokowa           | 1:56,45      |
| 6     | POL  | Katarzyna Bachleda-Curuś | 1:57,18      |
| 7     | USA  | Heather Richardson       | 1:57,60      |
| 8     | RUS  | Jekaterina Lobyschewa    | 1:57,70      |
| 9     | RUS  | Jekaterina Schichowa     | 1:58,09      |
| 10    | POL  | Luiza Złotkowska         | 1:58,18      |
|       |      |                          |              |
| 18    | GER  | Claudia Pechstein        | 1:59,47      |
| 23    | GER  | Monique Angermüller      | 2:00,32      |
| 29    | GER  | Gabriele Hirschbichler   | 2:01,18      |
| 33    | AUT  | Vanessa Bittner          | 2:02,84      |

Datum: 16. Februar 2014
36 Teilnehmerinnen aus 13 Ländern, davon 35 in der Wertung.
Olympiasiegerin 2010:  NED I Ireen Wüst

### 3000 m
| Platz | Land | Sportlerin             | Zeit (min) |
| ----- | ---- | ---------------------- | ---------- |
| 1     | NED  | Ireen Wüst             | 4:00,34    |
| 2     | CZE  | Martina Sáblíková      | 4:01,95    |
| 3     | RUS  | Olga Graf              | 4:03,47    |
| 4     | GER  | Claudia Pechstein      | 4:05,26    |
| 5     | NED  | Annouk van der Weijden | 4:05,75    |
| 6     | NOR  | Ida Njåtun             | 4:06,73    |
| 7     | NED  | Antoinette de Jong     | 4:06,77    |
| 8     | RUS  | Julija Skokowa         | 4:09,36    |
| 9     | JPN  | Shiho Ishizawa         | 4:09,39    |
| 10    | USA  | Jilleanne Rookard      | 4:10,02    |
| 11    | GER  | Bente Kraus            | 4:10,17    |
|       |      |                        |            |
| 17    | GER  | Stephanie Beckert      | 4:13,55    |
| 22    | AUT  | Anna Rokita            | 4:16,43    |

Datum: 9. Februar 2014

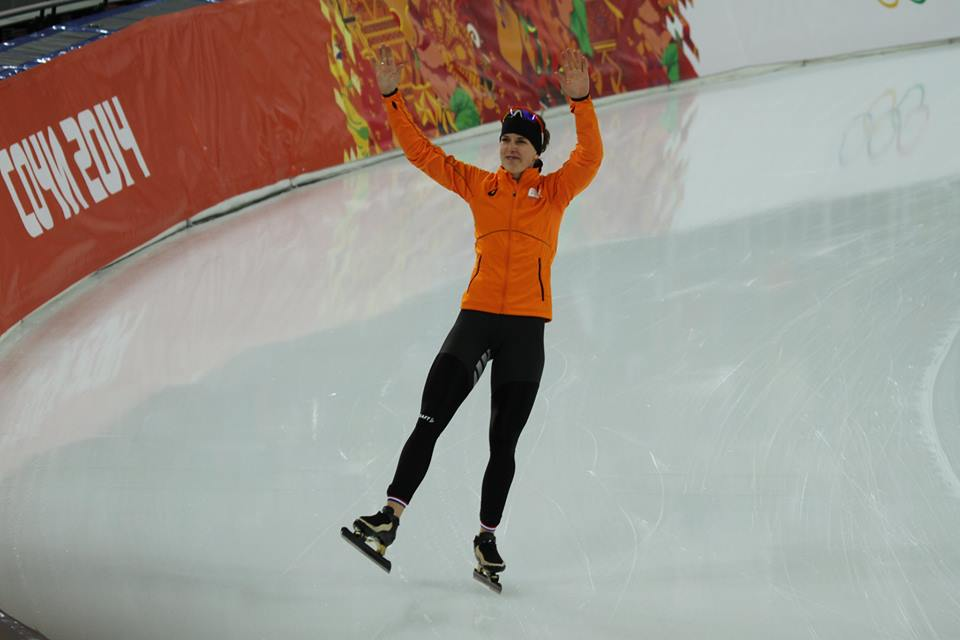
Ireen Wüst nach dem Gewinn der Goldmedaille

28 Teilnehmerinnen aus 13 Ländern, davon 27 in der Wertung.
Olympiasiegerin 2010:  CZE I Martina Sáblíková

### 5000 m
| Platz | Land | Sportlerin        | Zeit (min) |
| ----- | ---- | ----------------- | ---------- |
| 1     | CZE  | Martina Sáblíková | 6:51,54    |
| 2     | NED  | Ireen Wüst        | 6:54,28    |
| 3     | NED  | Carien Kleibeuker | 6:55,66    |
| 4     | RUS  | Olga Graf         | 6:55,77    |
| 5     | GER  | Claudia Pechstein | 6:58,39    |
| 6     | NED  | Yvonne Nauta      | 7:01,76    |
| 7     | NOR  | Mari Hemmer       | 7:04,45    |
| 8     | GER  | Stephanie Beckert | 7:07,79    |
| 9     | RUS  | Anna Tschernowa   | 7:08,71    |
| 10    | JPN  | Shoko Fujimura    | 7:09,65    |
| 11    | GER  | Bente Kraus       | 7:10,65    |

Datum: 19. Februar 2014
16 Teilnehmerinnen aus 9 Ländern, alle in der Wertung.
Olympiasiegerin 2010:  CZE I Martina Sáblíková

### Teamverfolgung
| Platz | Land | Sportlerinnen                                                                   | Zeit (min)   |
| ----- | ---- | ------------------------------------------------------------------------------- | ------------ |
| 1     | NED  | Marrit Leenstra Jorien ter Mors Ireen Wüst (Lotte van Beek)                     | 2:58,05 (OR) |
| 2     | POL  | Katarzyna Bachleda-Curuś Katarzyna Woźniak Luiza Złotkowska (Natalia Czerwonka) | 3:05,55      |
| 3     | RUS  | Olga Graf Jekaterina Lobyschewa Julija Skokowa (Jekaterina Schichowa)           | 2:59,73      |
| 4     | JPN  | Misaki Oshigiri Maki Tabata Nan Takagi (Ayaka Kikuchi)                          | 3:02,57      |
| 5     | CAN  | Ivanie Blondin Kali Christ Brittany Schussler (Christine Nesbitt)               | 3:02,04      |
| 6     | USA  | Brittany Bowe Heather Richardson Jilleanne Rookard                              | 3:03,77      |
| 7     | NOR  | Hege Bøkko Camilla Farestveit Ida Njåtun (Mari Hemmer)                          | 3:08,35      |
| 8     | KOR  | Kim Bo-reum Noh Seon-yeong Yang Shin-young                                      | 3:11,54      |

( ) Teilnahme im Viertel- oder Halbfinale
Datum: 21. Februar 2014, 17:30 Uhr (Qualifikation)
 22. Februar 2014, 17:30 Uhr
Olympiasiegerinnen 2010:  GER | Daniela Anschütz-Thoms / Stephanie Beckert / Katrin Mattscherodt / Anni Friesinger-Postma

#### Ausscheidungsläufe
|  | Viertelfinale                               | Viertelfinale                            |                                            |         | Halbfinale | Halbfinale |  |  | A-Finale | A-Finale |
|  |                                             |                                          |                                            |         |            |            |  |  |          |          |
|  | RusslandGraf, Lobyschewa, Skokowa           | 3:01,53                                  |                                            |         |            |            |  |  |          |          |
|  | KanadaChrist, Schussler, Nesbitt            | 3:02,06                                  |                                            |         |            |            |  |  |          |          |
|  | KanadaChrist, Schussler, Nesbitt            | 3:02,06                                  | RusslandGraf, Skokowa, Schichowa           | 3:02,09 |            |            |  |  |          |          |
|  |                                             |                                          | RusslandGraf, Skokowa, Schichowa           | 3:02,09 |            |            |  |  |          |          |
|  |                                             | PolenBachleda-Curuś, Woźniak, Złotkowska | 3:00,60                                    |         |            |            |  |  |          |          |
|  | PolenBachleda-Curuś, Woźniak, Złotkowska    | PolenBachleda-Curuś, Woźniak, Złotkowska | 3:00,60                                    | 3:02,12 |            |            |  |  |          |          |
|  | PolenBachleda-Curuś, Woźniak, Złotkowska    |                                          |                                            | 3:02,12 |            |            |  |  |          |          |
|  | NorwegenBøkko, Njåtun, Hemmer               | 3:05,13                                  |                                            |         |            |            |  |  |          |          |
|  |                                             |                                          | PolenBachleda-Curuś, Czerwonka, Złotkowska | 3:05,55 |            |            |  |  |          |          |
|  |                                             | Niederlandeter Mors, Leenstra, Wüst      | 2:58,05                                    |         |            |            |  |  |          |          |
|  | JapanOshigiri, Tabata, Takagi               | 3:03,99                                  |                                            |         |            |            |  |  |          |          |
|  | SüdkoreaKim, Noh, Yang                      | 3:05,28                                  |                                            |         |            |            |  |  |          |          |
|  | SüdkoreaKim, Noh, Yang                      | 3:05,28                                  | Niederlandeter Mors, Leenstra, Wüst        | 2:58,43 |            |            |  |  |          |          |
|  |                                             |                                          | Niederlandeter Mors, Leenstra, Wüst        | 2:58,43 |            |            |  |  |          |          |
|  |                                             | JapanOshigiri, Kikuchi, Takagi           | 3:10,19                                    |         |            |            |  |  |          |          |
|  | Niederlandeter Mors, van Beek, Wüst         | JapanOshigiri, Kikuchi, Takagi           | 3:10,19                                    | 2:58,61 |            |            |  |  |          |          |
|  | Niederlandeter Mors, van Beek, Wüst         |                                          |                                            | 2:58,61 |            |            |  |  |          |          |
|  | Vereinigte StaatenBowe, Richardson, Rookard | 3:02,21                                  |                                            |         |            |            |  |  |          |          |